# Arnaud Nordin
Arnaud Nordin (Parijs, 17 juni 1998) is een Frans voetballer die bij voorkeur als vleugelspeler speelt. Hij stroomde in 2016 door vanuit de jeugd van AS Saint-Étienne.

## Clubcarrière
Nordin werd geboren in Parijs en speelde in de jeugd bij Saint-Étienne. Op 25 september 2016 debuteerde hij in het eerste elftal in de competitiewedstrijd tegen Lille OSC. Hij viel na 32 minuten in voor de geblesseerde Ronaël Pierre-Gabriel. Nordin maakte na 72 minuten het tweede doelpunt voor Les Verts. Saint-Étienne won het duel uiteindelijk met 3–1. De week erop mocht de vleugelspeler in de basiself starten in de uitwedstrijd tegen Olympique Lyon.

## Clubstatistieken
| Seizoen | Club          | Land      | Competitie | Wed. | Doelp. |
| ------- | ------------- | --------- | ---------- | ---- | ------ |
| 2016/17 | Saint-Étienne | Frankrijk | Ligue 1    | 15   | 2      |
| 2017/18 | → AS Nancy    | Frankrijk | Ligue 2    | 27   | 4      |
| 2018/19 | Saint-Étienne | Frankrijk | Ligue 1    | 25   | 3      |
| 2019/20 | Saint-Étienne | Frankrijk | Ligue 1    | 1    | 0      |
| Totaal  | Totaal        | Totaal    | Totaal     | 68   | 9      |